# 문자 중계
문자중계는 단순한 그래픽으로 이해를 돕고 주로 글로 상황을 나타내는 스포츠 중계 방식 중 하나이다. TV중계는 생생한 화면과 전문 해설위원과 캐스터의 목소리가 곁들여지면서 스포츠를 볼 때 더 많은 정보를 얻을 수 있다는 장점이 있고, 문자중계는 화면과 캐스터는 없지만 알맹이만 빼 상황을 쉽게 알 수 있고 핸드폰과 스마트폰을 이용해서 TV가 없는 곳에서도 이용할 수 있다는 장점이 있다.

## 축구
주로 경기장을 그림으로 그리고, 공과 선수를 단순한 그래픽으로 묘사해 움직임을 나타낸다. 또 개별적인 창이 따로 있어서 그 곳에 "전반 44분, 찬스를 놓쳤습니다! 아깝네요."와 같은 말로 실황을 중계해 준다. 더불어 덧글창이 있어 유저들이 의견을 채팅하듯 올릴 수 있다.

## 야구
타자와 투수의 사진과 기록이 표시되며, 팀 간 상대전적도 볼 수 있다. 간단한 경기장 모습이 그래픽으로 표시되며 "7번타자 홍길동"과 같은 식으로 타자가 나오며 1구와 2구 등 한 공마다 실황이 나타난다. 또 대주자나 투수 교체도 볼 수 있으며, 삼중살과 같이 복잡한 상황도 "태그아웃"과 "포스아웃" 등의 용어로 알기 쉽게 나온다. 또 덧글창이 붙어있어 유저 간의 의견을 나눌 수 있다.

## 단점
- PC 사양이나 폰 사양마다 실제 중계보다 속도가 느릴 수 있다.

일부 문자중계에선 새로고침 칸이 있어, 이를 클릭하거나 터치하면 가장 최근의 중계 현황이 나타난다.
- 덧글창에서 욕설이 난무하기도 한다.

일부 문자중계에선 건전한 응원문화 캠페인을 시행하거나 차단, 신고 서비스를 제공하기도 한다.

## 같이 보기
- 중계방송